# Суворово (Советский район)
Суво́рово (до 1948 года Окре́чь; укр. Суворове, крымскотат. Ökreç, Окреч) — исчезнувшее село в Советском районе Республики Крым, располагавшееся в центре района, на левом берегу реки Восточный Булганак, включённое в состав пгт Советский, сейчас — район на восточной окраине райцентра.

## История
Первое документальное упоминание села встречается в Камеральном Описании Крыма… 1784 года, судя по которому, в последний период Крымского ханства Ой Кичи входил в Кучук Карасовский кадылык Карасъбазарскаго каймаканства. Видимо, деревня была покинута жителями крымскими татарами в первую волну эмиграции, после присоединения Крыма к России 8 февраля 1784 года. Территориально поселение относилось Байрачской волости Феодосийского уезда, но лишь на военно-топографической карте генерал-майора Мухина 1817 года обозначена пустующая деревня Ореникой. После реформы волостного деления 1829 года, согласно «Ведомости о казённых волостях Таврической губернии 1829 года», деревню отнесли к Учкуйской волости (переименованной из Байрачской) — видимо, какое-то население на тот момент было. В 1849 году на её месте крымскими немцами лютеранами, на 1200 десятинах земли, была основана колония Фрейденталь. В 1858 году в колонии было 12 дворов, 65 жителей и 5044 десятины земли.
В 1860-х годах, после земской реформы Александра II, селение приписали к Шейих-Монахской волости. В 1861 году в Фрейдентале была открыта начальная немецкая школа (со сроком обучения 7 лет). Преподавались Закон Божий, немецкий и русский языки, арифметика, география, чистописание, черчение, пение. В 1891 году в школе обучалось 10 мальчиков и 16 девочек. Согласно «Списку населённых мест Таврической губернии по сведениям 1864 года», составленному по результатам VIII ревизии 1864 года, Фриденталь (он же Окречь) — немецкая колония ведомства попечения колонистам, с 10 дворами, 38 жителями и лютеранским молитвенным домом при речке Булганак. На трёхверстовой карте Шуберта 1865—1876 года колония Окречь (она же Фрейденталь) обозначена с 14 дворами. 4 июня 1871 года были высочайше утверждены Правила об устройстве поселян-собственников (бывших колонистов)…, согласно которым образовывалась немецкая Цюрихтальская волость и Фрейденталь включили в её состав. На 1886 год в немецкой колонии Фрейденталь (или Окречь), согласно справочнику «Волости и важнѣйшія селенія Европейской Россіи», проживало 126 человек в 20 домохозяйствах, действовали молитвенный дом, школа и лавка. По «Памятной книге Таврической губернии 1889 года», по результатам Х ревизии 1887 года, в деревне числилось 24 двора и 126 жителей. По «…Памятной книжке Таврической губернии на 1892 год» в деревне Окреч, входившей в Окречское сельское общество, числилось 111 жителей в 15 домохозяйствах. По «…Памятной книжке Таврической губернии на 1900 год» в деревне Окречь числилось 113 жителей в 22 дворах, в 1905 году был уже 141 житель, в 1914 — открыта женская прогимназия, действовало высшее начальное училище. В 1913 году открыто Высшее женское училище.По Статистическому справочнику Таврической губернии. Ч.II-я. Статистический очерк, выпуск пятый Феодосийский уезд, 1915 год, в селе Окрен (бывший Фриденталь) Цюрихтальской волости Феодосийского уезда числилось 26 дворов (22 двора с землёй, 4 — безземельные) с немецким населением в количестве 82 человек приписных жителей и 58 «посторонних», из которых по 70 мужчин и женщин. Жители владели 4527 десятинами удобной земли. В хозяйствах имелось 222 лошади, 349 волов, 139 коров и 472 головы овец, свиней, или коз.
После установления в Крыму Советской власти, по постановлению Крымревкома № 206 «Об изменении административных границ» от 8 января 1921 года была упразднена волостная система и село вошло в состав Ичкинского района Феодосийского уезда, а в 1922 году уезды получили название округов. 11 октября 1923 года, согласно постановлению ВЦИК, в административное деление Крымской АССР были внесены изменения, в результате которых округа были отменены, Ичкинский район упразднили, включив в состав Феодосийского в состав которого включили и село. Согласно Списку населённых пунктов Крымской АССР по Всесоюзной переписи 17 декабря 1926 года, в селе Окречь, Ичкинского сельсовета Феодосийского района, числилось 83 двора, из них 66 крестьянских, население составляло 273 человека, из них 233 немца, 28 украинцев и 22 русских, действовали немецкие школы I ступени (пятилетка) и II ступени (средняя). Постановлением ВЦИК «О реорганизации сети районов Крымской АССР» от 30 октября 1930 года Феодосийский район был упразднён и был создан Сейтлерский район (по другим сведениям 15 сентября 1931 года) и село включили в состав Сейтлерского, а с образованием в 1935 году Ичкинского — в состав нового района. В 1930-х годах в селе был создан «Крымский техникум механизации сельского хозяйства» с преподаванием на немецком языке. Вскоре после начала Великой Отечественной войны, 18 августа 1941 года крымские немцы были выселены, сначала в Ставропольский край, а затем в Сибирь и северный Казахстан.
В 1944 году, после освобождения Крыма от фашистов, 12 августа 1944 года было принято постановление № ГОКО-6372с «О переселении колхозников в районы Крыма» и в сентябре 1944 года в район приехали первые новоселы (180 семей) из Тамбовской области, а в начале 1950-х годов последовала вторая волна переселенцев из различных областей Украины. С 25 июня 1946 года Окречь в составе Крымской области РСФСР. Указом Президиума Верховного Совета РСФСР от 18 мая 1948 года, Новый Окречь переименовали в Суворово. 26 апреля 1954 года Крымская область была передана из состава РСФСР в состав УССР. Время включения в Краснофлотский сельсовет пока не установлено: на 15 июня 1960 года село уже числилось в его составе. Указом Президиума Верховного Совета УССР «Об укрупнении сельских районов Крымской области», от 30 декабря 1962 года Советский район был упразднён и село присоединили к Нижнегорскому. 8 декабря 1966 года Советский район был восстановлен и село вновь включили в его состав. В период с 1968 года, когда Суворово ещё записано в составе Краснофлотского сельсовета по 1977 включено в состав пгт Советский.

### Динамика численности населения
| - 1858 год — 65 чел. - 1864 год — 38 чел. - 1886 год — 126 чел. - 1889 год — 126 чел. - 1892 год — 111 чел. | - 1900 год — 113 чел. - 1905 год — 141 чел. - 1915 год — 82/58 чел. - 1926 год — 273 чел. |